# Pitys (mythologie)
Pour les articles homonymes, voir Pitys.

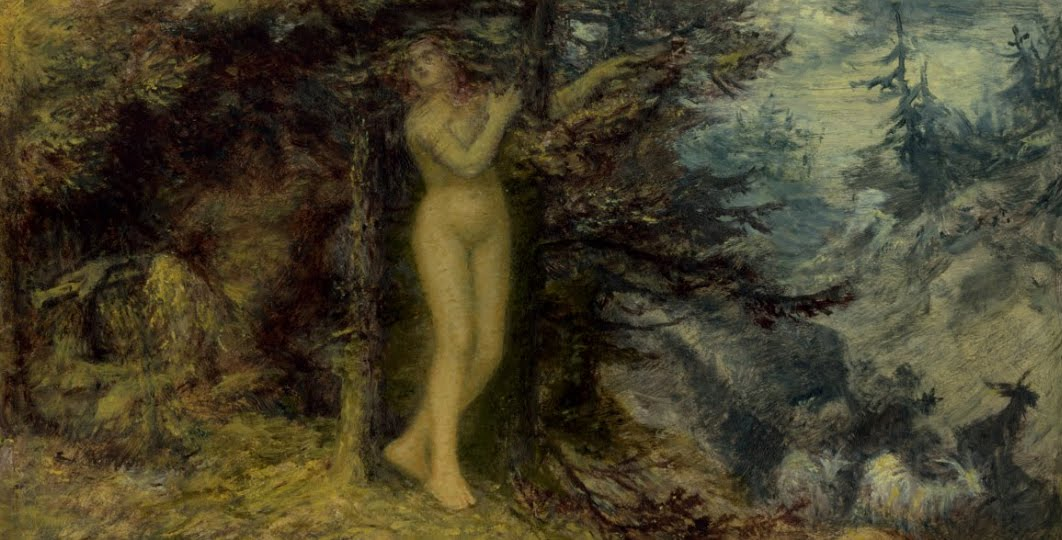
Métamorphose de Pitys en pin, par Edward Calvert, vers 1850.

Pitys (en grec ancien : Πίτυς / Pítys, nom signifiant « pin ») est, dans la mythologie grecque, une nymphe faisant partie des Oréades. Elle est mentionnée par plusieurs auteurs grecs antiques et son histoire a servi d'inspiration à plusieurs artistes à l'époque moderne.

## Mythe antique
La mention la plus développée de Pitys dans la littérature grecque antique se trouve dans les Dionysiaques, ample épopée composée par Nonnos de Panopolis. Nonnos raconte l'histoire de Pitys au chant II : poursuivie par le dieu Pan qui la désire, Pitys implore les dieux de l'aider à lui échapper et ceux-ci, pris de pitié, la transforment en un arbre, le pin. Pitys est également mentionnée à deux reprises par Longus dans son roman grec Daphnis et Chloé et une fois par Lucien de Samosate dans ses Dialogues des morts.

## Postérité après l'Antiquité
Après la fin de l'Antiquité, le mythe de Pitys inspire plusieurs peintres de l'époque moderne. Vers 1850, le peintre anglais Edward Calvert peint un tableau montrant la métamorphose de Pitys en pin.